# Ligue des champions féminine de l'EHF
La Ligue des champions féminine de l'EHF  est la compétition de clubs féminins de handball la plus importante en Europe. Cette compétition est créée par la Fédération internationale de handball lors de la saison 1960-1961 sous le nom de Coupe des clubs champions. Depuis 1993, comme son homologue masculine, la compétition est désormais organisée par la Fédération européenne de handball sous l'appellation de Ligue des champions.
Avec 13 victoires entre 1970 et 1988, le club ukrainien (alors soviétique) du Spartak Kiev est le plus titré devant le club autrichien de l'Hypo Niederösterreich et ses 8 compétitions remportées. Sept fois vainqueur entre 2013 et en 2025, le club hongrois du Győri ETO KC est le tenant du titre.

## Présentation

### Historique

Logo jusqu'en 2020

Plusieurs périodiques peuvent permettre de décrire l'historique de la compétition :
- de 1961 à 1968, les Danoises (4 finales dont 1 victoire) tentent d'empêcher la domination des clubs du bloc de l'Est.
- de 1970 à 1988, le club soviétique du Spartak Kiev entraîné par Ihor Tourtchyne et mené par Zinaïda Tourtchyna remporte 13 coupes de clubs champions sur 15 possibles, le club n'ayant pas participé à la compétition ni lors des saisons pré-olympiques (1976, 1980 et 1984, toutes remportées par les Yougoslaves du ŽRK Radnički Belgrade) ni lors de la saison précédant le Championnat du monde 1978 ;
- de 1989 à 2000, le club autrichien de l'Hypo Niederösterreich domine la compétition : après deux finales perdues en 1987 et 1988 face au Spartak, le club prend sa revanche en 1989 puis remporte 7 autres titres dans la compétition, devenue Ligue des champions en 1993 ;
- de 2004 à 2010, ce sont les clubs nordiques et plus particulièrement danois (trois titres chacun pour le Slagelse DT et le Viborg HK) qui prennent le pouvoir ;
- à la fin des années 2010, le club hongrois du Győri ETO KC s'impose comme le meilleur club européen : après une septième défaite consécutive en finale de coupes d'Europe lors de la Ligue des champions en 2012, le club décroche son premier titre en 2013 avant d’en remporter quatre autres en 2014, 2017, 2018 et 2019. Après le triplé de l'étoile filante norvégienne du Vipers Kristiansand, vainqueur en 2021, 2022 et 2023, le Győri ETO KC revient sur le toit de l'Europe en 2024 et 2025.

### Formule
La formule de la compétition a varié au cours du temps :
- comme son nom l'indique, la Coupe des clubs champions est disputée sous le forme d'une Coupe à élimination directe, chaque tour (à l'exception de certaines finales) étant joué avec un match aller et un match retour.
- depuis la mise en place de la Ligue des champions, la compétition comporte généralement une phase de qualification à élimination directe, une ou deux phases de groupe et une phase finale.

En décembre 2018, le comité exécutif de l'EHF s'est accordé sur la mise en place d'un nouveau format de compétition :
1. Phase de groupe : Seize équipes sont qualifiées pour cette phase, avec, en principe, une limite de deux clubs par pays. Deux groupes de huit sont formés avec, lors du tirage au sort, une protection nationale, ce qui implique que les deux clubs représentant le même pays ne peuvent pas figurer dans le même groupe. Les huit équipes s'affrontent en matchs aller-retour, pour un total de quatorze journées. Deux points sont attribués pour une victoire, un point pour un match nul et zéro pour une défaite. À l'issue de la dernière journée, les deux premiers de chaque groupe sont directement qualifiés pour les quarts de finale, tandis que les deux derniers de chaque groupe sont directement éliminés.
2. Barrages : Les équipes classées de troisième à sixième de chaque poule se rencontrent en match aller-retour. Le troisième du groupe A affronte le sixième du groupe B, le quatrième du groupe A affronte le cinquième du groupe B, etc. Les équipes les mieux classées reçoivent au match retour.
3. Quarts de finale : les quatre équipes vainqueurs des barrages rejoignent en quarts de finale les quatre équipes directement qualifiées via la phase de poules. Les équipes classées premières et deuxièmes reçoivent au match retour.
4. Final Four : instauré lors de la saison 2009-2010, ce mini-tournoi final se déroule sur deux jours en un lieu unique et comprend quatre matchs. Les demi-finales se jouent le premier jour, la finale et le match pour la troisième place le second.

## Palmarès

### Coupe des clubs champions
| Année | Vainqueur                                                                         | Finaliste                                                                         | Scores                                                                            | Total                                                                             |
| ----- | --------------------------------------------------------------------------------- | --------------------------------------------------------------------------------- | --------------------------------------------------------------------------------- | --------------------------------------------------------------------------------- |
| 1961  | Știința Bucarest (en)                                                             | Dinamo Prague                                                                     | 8 – 1, 5 – 4                                                                      | 13 – 5                                                                            |
| 1962  | Sparta Prague HC                                                                  | OFK Belgrade                                                                      | 2 – 3, 9 – 4                                                                      | 11 – 7                                                                            |
| 1963  | Trud Moscou                                                                       | Frederiksberg IF                                                                  | -                                                                                 | 11 – 8                                                                            |
| 1964  | Rapid Bucarest                                                                    | Helsingør IF                                                                      | -                                                                                 | 14 – 13                                                                           |
| 1965  | HG Copenhague                                                                     | Budapest Spartacus SC                                                             | 14 – 6, 7 – 10                                                                    | 21 – 16                                                                           |
| 1966  | SC Leipzig                                                                        | HG Copenhague                                                                     | -                                                                                 | 10 – 5                                                                            |
| 1967  | Žalgiris Kaunas                                                                   | SC Leipzig                                                                        | -                                                                                 | 13 – 11                                                                           |
| 1968  | Žalgiris Kaunas                                                                   | Empor Rostock                                                                     | -                                                                                 | 13 – 11                                                                           |
| 1969  | Non disputée du fait de l'invasion de la Tchécoslovaquie par le pacte de Varsovie | Non disputée du fait de l'invasion de la Tchécoslovaquie par le pacte de Varsovie | Non disputée du fait de l'invasion de la Tchécoslovaquie par le pacte de Varsovie | Non disputée du fait de l'invasion de la Tchécoslovaquie par le pacte de Varsovie |
| 1970  | Spartak Kiev                                                                      | SC Leipzig                                                                        | -                                                                                 | 9 – 7                                                                             |
| 1971  | Spartak Kiev                                                                      | Ferencváros TC Budapest                                                           | -                                                                                 | 11 – 9                                                                            |
| 1972  | Spartak Kiev                                                                      | SC Leipzig                                                                        | -                                                                                 | 12 – 8                                                                            |
| 1973  | Spartak Kiev                                                                      | Universitatea Timișoara (en)                                                      | -                                                                                 | 17 – 8                                                                            |
| 1974  | SC Leipzig                                                                        | Spartak Kiev                                                                      | -                                                                                 | 12 – 10                                                                           |
| 1975  | Spartak Kiev                                                                      | ŽRK Lokomotiva Zagreb                                                             | -                                                                                 | 14 – 10                                                                           |
| 1976  | Radnički Belgrade                                                                 | Swift Roermond                                                                    | -                                                                                 | 22 – 12                                                                           |
| 1977  | Spartak Kiev                                                                      | SC Leipzig                                                                        | -                                                                                 | 15 – 7                                                                            |
| 1978  | TSC Berlin                                                                        | Vasas Budapest                                                                    | -                                                                                 | 19 – 14                                                                           |
| 1979  | Spartak Kiev                                                                      | Vasas Budapest                                                                    | 13 – 7, 14 – 9                                                                    | 27 – 16                                                                           |
| 1980, | Radnički Belgrade                                                                 | Inter Bratislava                                                                  | 23 – 10, 22 – 19                                                                  | 45 – 29                                                                           |
| 1981  | Spartak Kiev                                                                      | Radnički Belgrade                                                                 | 22 – 13, 17 – 13                                                                  | 39 – 26                                                                           |
| 1982  | Vasas Budapest                                                                    | Radnički Belgrade                                                                 | 21 – 24, 29 – 18                                                                  | 50 – 42                                                                           |
| 1983  | Spartak Kiev                                                                      | Radnički Belgrade                                                                 | 23 – 19, 25 – 17                                                                  | 48 – 36                                                                           |
| 1984, | Radnički Belgrade                                                                 | Bayer Leverkusen                                                                  | 22 – 16, 20 – 19                                                                  | 42 – 35                                                                           |
| 1985  | Spartak Kiev                                                                      | Radnički Belgrade                                                                 | 23 – 16, 18 – 15                                                                  | 41 – 31                                                                           |
| 1986  | Spartak Kiev                                                                      | Știința Bacău                                                                     | 29 – 23, 23 – 22                                                                  | 52 – 45                                                                           |
| 1987  | Spartak Kiev                                                                      | Hypo Niederösterreich                                                             | 25 – 17, 25 – 20                                                                  | 50 – 37                                                                           |
| 1988  | Spartak Kiev                                                                      | Hypo Niederösterreich                                                             | 16 – 14, 17 – 17                                                                  | 33 – 31                                                                           |
| 1989  | Hypo Niederösterreich                                                             | Spartak Kiev                                                                      | 16 – 14, 21 – 19                                                                  | 37 – 33                                                                           |
| 1990  | Hypo Niederösterreich                                                             | Kouban Krasnodar                                                                  | 29 – 24, 30 – 26                                                                  | 59 – 50                                                                           |
| 1991  | TV Lützellinden 1904 e.V.                                                         | Hypo Niederösterreich                                                             | 21 – 15, 22 – 25                                                                  | 43 – 40                                                                           |
| 1992  | Hypo Niederösterreich                                                             | TV Lützellinden 1904 e.V.                                                         | 15 – 14, 19 – 18                                                                  | 34 – 32                                                                           |
| 1993  | Hypo Niederösterreich                                                             | Vasas Budapest                                                                    | 17 – 14, 23 – 11                                                                  | 40 – 25                                                                           |

### Ligue des champions
| Année | Vainqueur               | Finaliste                 | Scores            | Total   |
| ----- | ----------------------- | ------------------------- | ----------------- | ------- |
| 1994  | Hypo Niederösterreich   | Vasas Budapest            | 20 – 18, 25 – 21  | 45 – 39 |
| 1995  | Hypo Niederösterreich   | ŽRK Podravka Koprivnica   | 14 – 17, 26 – 19  | 40 – 36 |
| 1996  | ŽRK Podravka Koprivnica | Hypo Niederösterreich     | 13 – 17, 25 – 20  | 38 – 37 |
| 1997  | Mar Valencia            | Viborg HK                 | 35 – 26, 23 – 24  | 58 – 50 |
| 1998  | Hypo Niederösterreich   | Mar Valencia              | 28 – 21, 28 – 26  | 56 – 47 |
| 1999  | Dunaferr NK             | Krim Ljubljana            | 25 – 23, 26 – 26  | 51 – 49 |
| 2000  | Hypo Niederösterreich   | Kometal GP Skopje         | 32 – 23, 20 – 22  | 52 – 45 |
| 2001  | Krim Ljubljana          | Viborg HK                 | 22 – 22, 25 – 19  | 47 – 41 |
| 2002  | Kometal GP Skopje       | Ferencváros TC Budapest   | 25 – 27, 26 – 22  | 51 – 49 |
| 2003  | Krim Ljubljana          | Mar Valencia              | 27 – 30, 36 – 28  | 63 – 58 |
| 2004  | Slagelse DT             | Krim Ljubljana            | 25 – 24, 36 – 32  | 61 – 56 |
| 2005  | Slagelse DT             | Kometal GP Skopje         | *27 – 23, 27 – 20 | 54 – 43 |
| 2006  | Viborg HK               | Krim Ljubljana            | 24 – 22, *20 – 21 | 44 – 43 |
| 2007  | Slagelse DT             | HC Lada Togliatti         | 29 – 29, *32 – 24 | 61 – 53 |
| 2008  | Zvezda Zvenigorod       | Hypo Niederösterreich     | *25 – 24, 31 – 29 | 56 – 53 |
| 2009  | Viborg HK               | Győri ETO KC              | *24 – 26, 26 – 23 | 50 – 49 |
| 2010  | Viborg HK               | CS Oltchim Râmnicu Vâlcea | *28 – 21, 31 – 30 | 49 – 41 |
| 2011  | Larvik HK               | Itxako Reyno de Navarra   | *23 – 21, 24 – 25 | 47 – 46 |
| 2012  | Budućnost Podgorica     | Győri ETO KC              | *27 – 29, 27 – 25 | 54 – 54 |
| 2013  | Győri ETO KC            | Larvik HK                 | 21 – 24, 23 – 22  | 47 – 43 |

* Vainqueur évoluant à domicile

### Ligue des champions (Final 4)
Depuis 2014 est introduit une phase finale à quatre équipes, Final Four : les deux demi-finales et la finale se déroulent sur un seul match lors d'un même week-end. Jusqu'à maintenant, tous les finales à quatre ont eu lieu à Budapest en Hongrie, dans la Papp László Budapest Sportaréna jusqu'en 2021 puis au MVM Dome.
| Année |                                                                                        | Finale                                                                                 | Finale                                                                                 | Finale                                                                                 |                                                                                        | Petite finale                                                                          | Petite finale                                                                          | Petite finale                                                                          |
| Année | Champion                                                                               | Score                                                                                  | Finaliste                                                                              | Troisième                                                                              | Score                                                                                  | Quatrième                                                                              |                                                                                        |                                                                                        |
| ----- | -------------------------------------------------------------------------------------- | -------------------------------------------------------------------------------------- | -------------------------------------------------------------------------------------- | -------------------------------------------------------------------------------------- | -------------------------------------------------------------------------------------- | -------------------------------------------------------------------------------------- | -------------------------------------------------------------------------------------- | -------------------------------------------------------------------------------------- |
| 2014  | Győri ETO KC (2)                                                                       | 27 – 21                                                                                | Budućnost Podgorica                                                                    | Vardar Skopje                                                                          | 34 – 31                                                                                | FC Midtjylland                                                                         |                                                                                        |                                                                                        |
| 2015  | Budućnost Podgorica (2)                                                                | 26 – 22                                                                                | Larvik HK                                                                              | Vardar Skopje                                                                          | 28 – 26                                                                                | Dinamo Volgograd                                                                       |                                                                                        |                                                                                        |
| 2016  | CSM Bucarest                                                                           | 29 – 26tab                                                                             | Győri ETO KC                                                                           | Vardar Skopje                                                                          | 30 – 28                                                                                | Budućnost Podgorica                                                                    |                                                                                        |                                                                                        |
| 2017  | Győri ETO KC (3)                                                                       | 31 – 30ap                                                                              | Vardar Skopje                                                                          | CSM Bucarest                                                                           | 26 – 20                                                                                | Budućnost Podgorica                                                                    |                                                                                        |                                                                                        |
| 2018  | Győri ETO KC (4)                                                                       | 27 – 26ap                                                                              | Vardar Skopje                                                                          | CSM Bucarest                                                                           | 31 – 30                                                                                | Rostov-Don                                                                             |                                                                                        |                                                                                        |
| 2019  | Győri ETO KC (5)                                                                       | 25 – 24                                                                                | Rostov-Don                                                                             | Vipers Kristiansand                                                                    | 31 – 30                                                                                | Metz Handball                                                                          |                                                                                        |                                                                                        |
| 2020  | compétition annulée au stade des quarts de finale en raison de la pandémie de Covid-19 | compétition annulée au stade des quarts de finale en raison de la pandémie de Covid-19 | compétition annulée au stade des quarts de finale en raison de la pandémie de Covid-19 | compétition annulée au stade des quarts de finale en raison de la pandémie de Covid-19 | compétition annulée au stade des quarts de finale en raison de la pandémie de Covid-19 | compétition annulée au stade des quarts de finale en raison de la pandémie de Covid-19 | compétition annulée au stade des quarts de finale en raison de la pandémie de Covid-19 | compétition annulée au stade des quarts de finale en raison de la pandémie de Covid-19 |
| 2021  | Vipers Kristiansand                                                                    | 34 – 28                                                                                | Brest Bretagne Handball                                                                | Győri ETO KC                                                                           | 32 – 21                                                                                | CSKA Moscou                                                                            |                                                                                        |                                                                                        |
| 2022  | Vipers Kristiansand (2)                                                                | 33 – 31                                                                                | Győri ETO KC                                                                           | Metz Handball                                                                          | 32 – 27                                                                                | Team Esbjerg                                                                           |                                                                                        |                                                                                        |
| 2023  | Vipers Kristiansand (3)                                                                | 28 – 24                                                                                | Ferencváros TC                                                                         | Győri ETO KC                                                                           | 28 – 27                                                                                | Team Esbjerg                                                                           |                                                                                        |                                                                                        |
| 2024  | Győri ETO KC (6)                                                                       | 30 – 23                                                                                | SG BBM Bietigheim                                                                      | Team Esbjerg                                                                           | 37 – 33                                                                                | Metz Handball                                                                          |                                                                                        |                                                                                        |
| 2025  | Győri ETO KC (7)                                                                       | 29 – 27                                                                                | Odense Håndbold                                                                        | Team Esbjerg                                                                           | 30 – 27                                                                                | Metz Handball                                                                          |                                                                                        |                                                                                        |
| 2026  | - (-)                                                                                  | ?? – ??                                                                                | -                                                                                      | -                                                                                      | ?? – ??                                                                                | -                                                                                      |                                                                                        |                                                                                        |
| 2027  | - (-)                                                                                  | ?? – ??                                                                                | -                                                                                      | -                                                                                      | ?? – ??                                                                                | -                                                                                      |                                                                                        |                                                                                        |

## Bilan

### Par club
| Rang  | Club                      | Finales gagnées | Finales gagnées                                                             | Finales perdues | Finales perdues              |
| Rang  | Club                      | Nb              | Saison(s)                                                                   | Nb              | Saison(s)                    |
| ----- | ------------------------- | --------------- | --------------------------------------------------------------------------- | --------------- | ---------------------------- |
| 1     | - Spartak Kiev            | 13              | 1970, 1971, 1972, 1973, 1975, 1977, 1979, 1981, 1983, 1985 1986, 1987, 1988 | 2               | 1974, 1989                   |
| 2     | Hypo Niederösterreich     | 8               | 1989, 1990, 1992, 1993, 1994, 1995, 1998, 2000                              | 5               | 1987, 1988, 1991, 1996, 2008 |
| 3     | Győri ETO KCT             | 7               | 2013, 2014, 2017, 2018, 2019, 2024, 2025                                    | 4               | 2009, 2012, 2016, 2022       |
| 4     | - ŽRK Radnički Belgrade   | 3               | 1976, 1980, 1984                                                            | 4               | 1981, 1982, 1983, 1985.      |
| 5     | Viborg HK                 | 3               | 2006, 2009 2010                                                             | 2               | 1997, 2001                   |
| 6     | Slagelse DT               | 3               | 2004, 2005, 2007                                                            | 0               | -                            |
| 6     | Vipers Kristiansand       | 3               | 2021, 2022, 2023                                                            | 0               | -                            |
| 8     | SC Leipzig                | 2               | 1966, 1974                                                                  | 4               | 1967, 1970, 1972, 1977       |
| 9     | Krim Ljubljana            | 2               | 2001, 2003                                                                  | 3               | 1999, 2004, 2006             |
| 10    | ŽRK Budućnost Podgorica   | 2               | 2012, 2015                                                                  | 1               | 2014                         |
| 11    | - Žalgiris Kaunas         | 2               | 1967, 1968                                                                  | 0               | -                            |
| 12    | Vasas Budapest            | 1               | 1982                                                                        | 4               | 1978, 1979, 1993, 1994       |
| 13    | Mar Valencia              | 1               | 1997                                                                        | 2               | 1998, 2003                   |
| 13    | Kometal GP Skopje         | 1               | 2002                                                                        | 2               | 2000, 2005                   |
| 13    | Larvik HK                 | 1               | 2011                                                                        | 2               | 2013,2015                    |
| 16    | HG Copenhague             | 1               | 1965                                                                        | 1               | 1966                         |
| 16    | TV Lützellinden 1904 e.V. | 1               | 1991                                                                        | 1               | 1992                         |
| 16    | ŽRK Podravka Koprivnica   | 1               | 1996                                                                        | 1               | 1995                         |
| 19    | Ştiinţa Bucarest          | 1               | 1961                                                                        | 0               | -                            |
| 19    | - Sparta Prague HC        | 1               | 1962                                                                        | 0               | -                            |
| 19    | - Trud Moscou             | 1               | 1963                                                                        | 0               | -                            |
| 19    | Rapid Bucarest            | 1               | 1964                                                                        | 0               | -                            |
| 19    | TSC Berlin                | 1               | 1978                                                                        | 0               | -                            |
| 19    | Dunaferr NK               | 1               | 1999                                                                        | 0               | -                            |
| 19    | Zvezda Zvenigorod         | 1               | 2008                                                                        | 0               | -                            |
| 19    | CSM Bucarest              | 1               | 2016                                                                        | 0               | -                            |
| 27    | Ferencváros TC Budapest   | 0               | -                                                                           | 3               | 1971, 2002, 2023             |
| 28    | ŽRK Vardar Skopje         | 0               | -                                                                           | 2               | 2017, 2018                   |
| 29    | - Dinamo Prague           | 0               | -                                                                           | 1               | 1961                         |
| 29    | - OFK Belgrade            | 0               | -                                                                           | 1               | 1962                         |
| 29    | Frederiksberg IF          | 0               | -                                                                           | 1               | 1963                         |
| 29    | Helsingør IF              | 0               | -                                                                           | 1               | 1964                         |
| 29    | Budapest Spartacus SC     | 0               | -                                                                           | 1               | 1965                         |
| 29    | Empor Rostock             | 0               | -                                                                           | 1               | 1968                         |
| 29    | Universitatea Timişoara   | 0               | -                                                                           | 1               | 1973                         |
| 29    | - ŽRK Lokomotiva Zagreb   | 0               | -                                                                           | 1               | 1975                         |
| 29    | HV Swift Roermond         | 0               | -                                                                           | 1               | 1976                         |
| 29    | - Inter Bratislava        | 0               | -                                                                           | 1               | 1980                         |
| 29    | TSV Bayer 04 Leverkusen   | 0               | -                                                                           | 1               | 1984                         |
| 29    | CS Știința Bacău          | 0               | -                                                                           | 1               | 1986                         |
| 29    | Kouban Krasnodar          | 0               | -                                                                           | 1               | 1990                         |
| 29    | HC Lada Togliatti         | 0               | -                                                                           | 1               | 2007                         |
| 29    | Oltchim Râmnicu Vâlcea    | 0               | -                                                                           | 1               | 2010                         |
| 29    | SD Itxako                 | 0               | -                                                                           | 1               | 2011                         |
| 29    | Rostov-Don                | 0               | -                                                                           | 1               | 2019                         |
| 29    | Brest Bretagne Handball   | 0               | -                                                                           | 1               | 2021                         |
| 29    | SG BBM Bietigheim         | 0               | -                                                                           | 1               | 2024                         |
| 29    | Odense Håndbold           | 0               | -                                                                           | 1               | 2025                         |
| /     | aucun                     | 2               | 1969, 2020                                                                  | 2               | 1969, 2020                   |
| Total | Total                     | 65              | 1961-2025                                                                   | 65              | 1961-2025                    |

### Par pays
| Rang  | Nation             | Finales | Finales | Finales |
| Rang  | Nation             | Gagnées | Perdues | Total   |
| ----- | ------------------ | ------- | ------- | ------- |
| 1     | Union soviétique   | 16      | 3       | 19      |
| 2     | Hongrie            | 9       | 12      | 21      |
| 2     | Autriche           | 8       | 5       | 13      |
| 4     | Danemark           | 7       | 6       | 13      |
| 5     | Norvège            | 4       | 2       | 6       |
| 6     | Yougoslavie        | 3       | 6       | 9       |
| 7     | Allemagne de l'Est | 3       | 5       | 8       |
| 8     | / Roumanie         | 3       | 3       | 6       |
| 9     | Slovénie           | 2       | 3       | 5       |
| 10    | Monténégro         | 2       | 1       | 3       |
| 11    | Macédoine du Nord  | 1       | 4       | 5       |
| 12    | Allemagne          | 1       | 3       | 4       |
| 12    | Espagne            | 1       | 3       | 4       |
| 14    | Tchécoslovaquie    | 1       | 2       | 3       |
| 14    | Russie             | 1       | 2       | 3       |
| 16    | Croatie            | 1       | 1       | 2       |
| 17    | Pays-Bas           | 0       | 1       | 1       |
| 17    | France             | 0       | 1       | 1       |
| /     | aucun (1969, 2020) | 2       | 2       | 4       |
| Total | Total              | 65      | 65      | 130     |

### Par joueuse
Parmi les joueuses les plus titrées, on trouve[source insuffisante] :
| Nb | Joueuse             | Nationalité           | Club(s)                          | Années                                                                       |
| -- | ------------------- | --------------------- | -------------------------------- | ---------------------------------------------------------------------------- |
| 13 | Zinaïda Tourtchyna  | / Union soviétique    | Spartak Kiev                     | 1970, 1971, 1972, 1973, 1975, 1977, 1979, 1981, 1983, 1985, 1986, 1987, 1988 |
| 8  | Natalia Rusnachenko | URSS/ Autriche        | Spartak Kiev ; Hypo NÖ           | 1986, 1987, 1988 ; 1992, 1993, 1994, 1995, 2000                              |
| 8  | Larissa Karlova     | Union soviétique      | Spartak Kiev                     | 1977, 1979, 1981, 1983, 1985, 1986, 1987, 1988                               |
| 8  | Nataliya Tymochkina | Union soviétique      | Spartak Kiev                     | 1970, 1971, 1972, 1973, 1975, 1977, 1979, 1981                               |
| 7  | Mariann Rácz        | Hongrie/ Autriche     | Vasas SC ; Hypo NÖ               | 1982 ; 1989, 1990, 1992, 1993, 1994, 1995                                    |
| 7  | Stanka Božović      | Yougoslavie/ Autriche | Hypo Niederösterreich            | 1990, 1992, 1993, 1994, 1995, 1998, 2000                                     |
| 7  | Ausra Fridrikas     | Lituanie/ Autriche    | Hypo NÖ ; Slagelse DT            | 1993, 1994, 1995, 1998, 2000 ; 2004, 2005                                    |
| 7  | Katrine Lunde       | Norvège               | Viborg HK ; Győr ; Kristiansand  | 2009, 2010 ; 2013, 2014 ; 2021, 2022, 2023                                   |
| 6  | Maria Litochenko    | Union soviétique      | Spartak Kiev                     | 1970, 1971, 1972, 1973, 1975, 1977                                           |
| 6  | Lioudmyla Poradnyk  | Union soviétique      | Spartak Kiev                     | 1971, 1972, 1973, 1975, 1977, 1979                                           |
| 6  | Bojana Popović      | / Monténégro          | Slagelse ; Viborg HK ; Budućnost | 2004, 2005, 2007 ; 2009, 2010 ; 2012                                         |
| 6  | Heidi Løke          | Norvège               | Larvik HK ; Győr ; Kristiansand  | 2011 ; 2013, 2014, 2017 ; 2021, 2022                                         |
| 6  | Nora Mørk           | Norvège               | Larvik HK ; Győr ; Kristiansand  | 2011 ; 2017, 2018, 2019 ; 2021, 2022                                         |
| 5  | Tetiana Kotcherhina | Union soviétique      | Spartak Kiev                     | 1973, 1975, 1977, 1979, 1981                                                 |
| 5  | Natalia Mitriouk    | Union soviétique      | Spartak Kiev                     | 1981, 1983, 1985, 1986, 1987                                                 |
| 5  | Anita Görbicz       | Hongrie               | Győri ETO KC                     | 2013, 2014, 2017, 2018, 2019                                                 |
| 5  | Eduarda Amorim      | Brésil                | Győri ETO KC                     | 2013, 2014, 2017, 2018, 2019                                                 |

## Statistiques

### Meilleures buteuses de l'histoire de la compétition
Trois joueuses ont dépassé la barre des 1 000 buts en Ligue des champions :
- la première est la Hongroise Anita Görbicz le 12 octobre 2020[11] avant de mettre un terme à sa carrière en 2021 après avoir marqué 1 016 buts en 186 matchs[12]
- la deuxième est la Monténégrine Jovanka Radičević le 9 octobre 2022[12] avant de dépasser Görbicz le 4 décembre 2022[13],
- la troisième est la Roumaine Cristina Neagu le 22 janvier 2023[14].

### Meilleures buteuses par saison
| Saison    | Joueuse                         | Club                              | Buts |
| --------- | ------------------------------- | --------------------------------- | ---- |
| 1993-1994 | Natalia Morskova                | Mar Valencia                      | 102  |
| 1994-1995 | Snježana Petika (de)            | Podravka Koprivnica               | 72   |
| 1995-1996 | Snježana Petika (de) (2)        | Podravka Koprivnica               | 77   |
| 1996-1997 | Natalia Morskova (2)            | Mar Valencia                      | 150  |
| 1997-1998 | Natalia Morskova (3)            | Mar Valencia                      | 127  |
| 1998-1999 | Nataliya Derepasko              | Krim Ljubljana                    | 120  |
| 1999-2000 | Ausra Fridrikas                 | Hypo Niederösterreich             | 97   |
| 2000-2001 | Ausra Fridrikas (2)             | Bækkelagets SK Oslo               | 83   |
| 2001-2002 | Ágnes Farkas                    | FTC Budapest                      | 112  |
| 2002-2003 | Nataliya Derepasko (2)          | Krim Ljubljana                    | 81   |
| 2003-2004 | Bojana Popović                  | Slagelse FH                       | 98   |
| 2004-2005 | Tanja Logvin Bojana Popović (2) | Hypo Niederösterreich Slagelse FH | 85   |
| 2005-2006 | Nataliya Derepasko (3)          | Krim Ljubljana                    | 86   |
| 2006-2007 | Bojana Popović (3)              | Slagelse FH                       | 96   |
| 2007-2008 | Tímea Tóth                      | Hypo Niederösterreich             | 127  |
| 2008-2009 | Grit Jurack                     | Viborg HK                         | 113  |
| 2009-2010 | Cristina Vărzaru                | Viborg HK                         | 101  |
| 2010-2011 | Heidi Løke                      | Larvik HK                         | 99   |
| 2011-2012 | Anita Görbicz                   | Győri ETO KC                      | 133  |
| 2012-2013 | Zsuzsanna Tomori                | FTC Budapest                      | 95   |
| 2013-2014 | Anita Görbicz (2)               | Győri ETO KC                      | 87   |
| 2014-2015 | Cristina Neagu Andrea Penezić   | Budućnost Podgorica Vardar Skopje | 102  |
| 2015-2016 | Isabelle Gulldén                | CSM Bucarest                      | 108  |
| 2016-2017 | Andrea Penezić (2)              | Vardar Skopje                     | 98   |
| 2017-2018 | Cristina Neagu (2)              | CSM Bucarest                      | 110  |
| 2018-2019 | Linn Jørum Sulland              | Vipers Kristiansand               | 89   |
| 2019-2020 | Jovanka Radičević               | Budućnost Podgorica               | 97   |
| 2020-2021 | Ana Gros                        | Brest Bretagne Handball           | 135  |
| 2021-2022 | Cristina Neagu (3)              | CSM Bucarest                      | 94   |
| 2022-2023 | Henny Reistad                   | Team Esbjerg                      | 142  |
| 2023-2024 | Anna Viakhireva                 | Vipers Kristiansand               | 113  |
| 2024-2025 | Henny Reistad                   | Team Esbjerg                      | 154  |

### Faits marquants
- Plus grand nombre de victoires en finale : 13 - Spartak Kiev
- Plus grand nombre de défaites en finale : 5  Hypo Niederösterreich
- Plus grand de nombre de victoires consécutives : 4
  - - Spartak Kiev de 1970 à 1973 et de 1985 à 1988
  -  Hypo Niederösterreich de 1992 à 1995
- Plus grand nombre de défaites consécutives en finale : 3 - ŽRK Radnički Belgrade de 1981 à 1983
- Plus grand nombre de participations à une finale : 15 - Spartak Kiev
- Plus grande nombre de participations consécutives à une finale : 10  Hypo Niederösterreich de 1987 à 1996
- Clubs ayant gagné une finale sans jamais en avoir perdu :
  -  Slagelse DT
  - - Žalgiris Kaunas
  -  TSC Berlin
  -  Rapid Bucarest
  -  Știința Bucarest
  -  Dunaferr NK
  - - Trud Moscou
  - - Sparta Prague HC
  -  Zvezda Zvenigorod
  -  Vipers Kristiansand
- Clubs ayant perdu en finale sans jamais en avoir gagné : 
  - 3 finales perdues :  Ferencváros TC Budapest
- Aucune finale n'a opposé 2 clubs d'un même pays
- Une seule ville a gagné la coupe avec 3 clubs différents : / Bucarest
- 4 villes ont participé à la finale avec 2 clubs différents ou plus :  Belgrade,  Bucarest,  Budapest et  Prague